# Nokia 7710
O Nokia 7710 é o primeiro smartphone multimédia fabricado pela Nokia. É um modelo baseado no Nokia 7700, que é considerado um modelo de teste e que não chegou a ser lançado. É também o primeiro telemóvel a correr o novo sistema operativo Symbian Series 90. É compatível com as redes GSM, HSCSD, GPRS e EDGE a 900, 1800 e 1900 MHz. O Nokia 7710 possui um amplo ecrã LCD touchscreen a cores com a resolução de 640 x 320 pixéis e com um modo especial de pouco consumo de energia que activa apenas 640 x 64 pixéis do ecrã. Tem 90 MB de memória interna e suporta cartões de memória MMC, vindo até incluído no pacote de vendas um de 128 MB que poderá ser substituído pelo utilizador por um de 2GB. Integra uma câmara de 1 MP de resolução 1152 x 864 pixéis e 2X Zoom Digital, um Rádio FM, Bluetooth, USB e uma interface Pop-Port para que o telemóvel estabeleça ligação com outros dispositivos ou acessórios.
O telemóvel oferece múltiplos formatos de gravação de video graças à sua câmara, entre eles o QCIF, H.263 e Real Video 8, formatos para os quais o dispositivo suporta reprodução em ecrã inteiro. Adicionalmente, um leitor de música digital suporta os formatos MP3, AAC, RealAudio 7 e RealAudio 8, WAV, MIDI e AMR, enquanto o visualizador de imagens suporta os formatos JPEG, GIF, WBMP, BMP, MBM e PNG.

## Especificações
- Sistema Operativo – Symbian 7.0s e Series 90
- Frequências GSM – 900/1800/1900 MHz (Triband)
- GPRS – Sim, classe 10
- EDGE (EGPRS) – Sim, classe 10 a 236,8 kbit/s
- WCDMA – Não
- Ecrãs – TFT touchscreen, 65 536 cores e 640X320 pixéis de resolução
- Câmara – 1 MP (1152 x 864 pixéis) e 2X Zoom Digital
- Ficheiros de Imagem – JPEG, GIF, BMP, WBMP, MBM, PNG, TIFF e GIF animado
- Gravação de Vídeo – Sim, em formato QCIF
- Navegação – Sim, o telemóvel vem equipado com um Browser completo de WAP 2.0 XHTML/HTML com suporte para Macromedia Flash 6
- MMS – Sim
- Chamadas de Vídeo – Não
- PPF (Premir Para Falar) – Sim
- Suporta Java – Sim, MIDP 2.0 e CLDC
- Memória – 90 MB
- Slot para Cartões de Memória – Sim, MMC (no pacote de vendas vem incluído um de 128 MB)
- Bluetooth – Sim, versão 1.2
- Infravermelhos – Não
- Wi-Fi – Não
- Suporta Cabo de Transferência de Dados – Sim, e possui ainda interface USB Pop-Port
- E-mail – Sim
- Leitor de Música – Sim
- Formatos de Música – MP3, AAC, RealAudio 7, RealAudio 8, WAV, MIDI e AMR
- Rádio – Sim
- Reprodutor de Vídeo – Sim
- Toques Polifónicos – Sim
- Toques Reais - Sim
- Modo Desligado – Sim
- Modo Em Voo - Sim
- Bateria – Polímeros de Lítio, modelo BP-5L (1300 mAh)
- Autonomia em Conversação – 240 minutos
- Autonomia em Standby – 360 horas
- Peso – 189 gramas
- Dimensões – 128mmX69,5mmX19mm
- Disponibilidade – 1º Trimestre de 2005
- Outros – não possui o tradicional teclado numérico mas dispõe de teclas de deslocamento, de esc, de desk, menu, zoom, comutar, fazer chamada, terminar, voz e ligar

## Software
O telemóvel oferece uma vasta gama de software, como um browser de Internet com suporte para Macromedia Flash 6, um cliente de e-mail com suporte para SMTP, POP3 e IMAP4 e uma suite de produtividade com um processador de texto, folha de cálculo e um visualizador de ficheiros Power Point. O Nokia 7710 suporta ainda aplicações Java MIDP 2.0.